# Heinrich Wawra von Fernsee

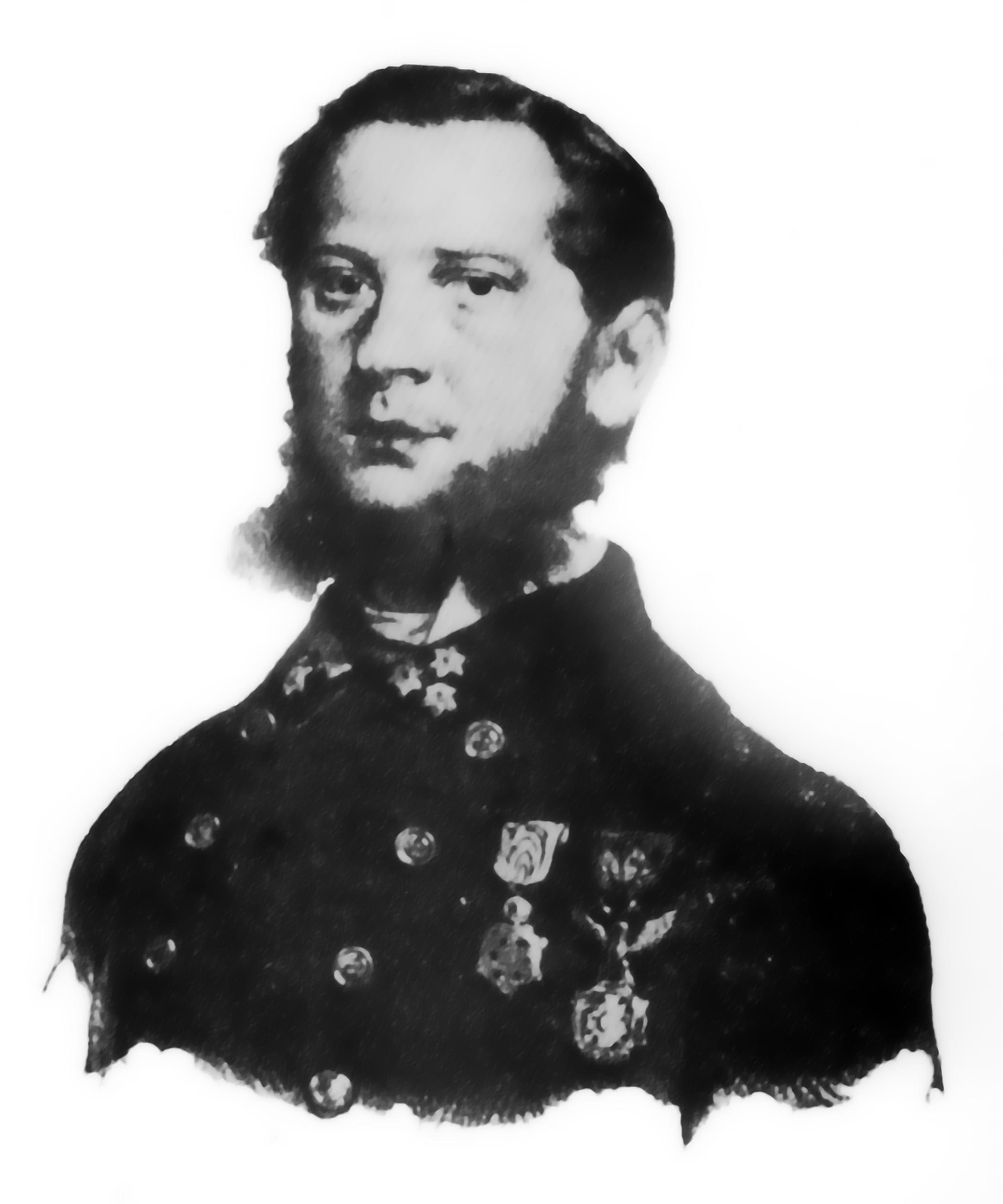
Heinrich Wawra von Fernsee

Heinrich Wawra Ritter von Fernsee, född 2 februari 1831 i Brünn, död 24 maj 1881 i Baden vid Wien, var en österrikisk läkare och botaniker.
Wawra tjänstgjorde från 25 års ålder nästan oavbrutet som skeppsläkare och botaniker under långväga expeditioner till Afrika, Sydamerika, Västindien och Mexiko, jorden runt (1868-71), Australien och Asien. Som hans främsta botaniska publikationer från dessa färder kan räknas Ergebnisse der Reise Sr. Maj:t des Kaisers von Mexico Maximilian I. nach Brasilien... (1866) och Itinera Principum Sachsen-Coburg (1883).